# Ludwig Prandtl
Ludwig Prandtl (Freising, 4 de febrero de 1875 – Gotinga, 15 de agosto de 1953) fue un ingeniero y físico alemán, especializado en la teoría de la aerodinámica, la mecánica de fluidos y el comportamiento mecánico de los materiales.

## Semblanza

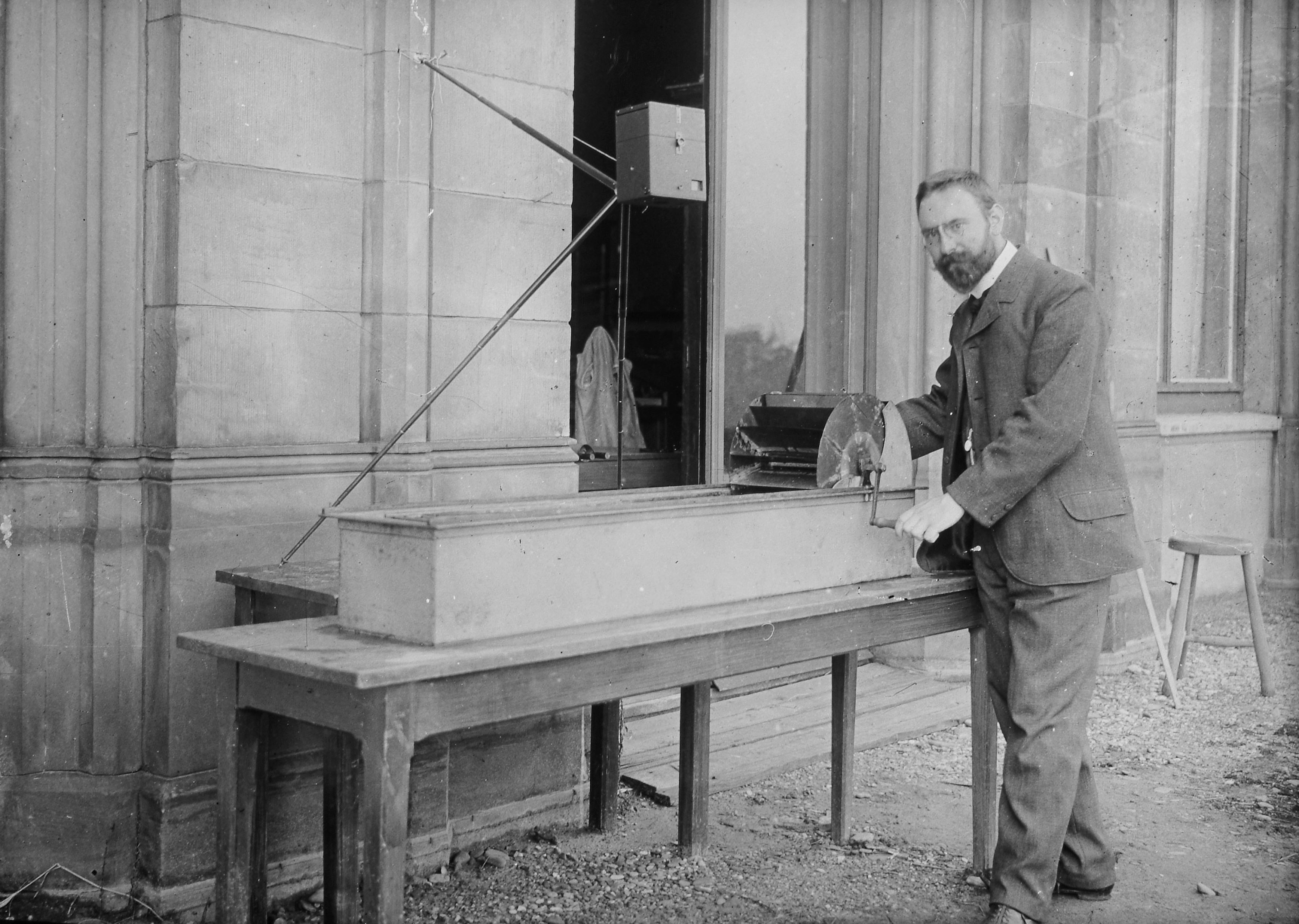
Ludwig Prandtl en 1904 canal de prueba de fluidos

Prandtl realizó importantes trabajos pioneros en el campo de la aerodinámica, y durante la década de 1920 desarrolló la base matemática que da sustento a los principios fundamentales de la aerodinámica subsónica. En sus estudios identificó la capa límite, y elaboró la teoría de la línea sustentadora para alas esbeltas. El número de Prandtl, que desempeña un importante papel en el análisis de problemas de fluidos ha sido nombrado en su honor.
También destacaron sus trabajos en mecánica de sólidos y estructural, en particular su contribución a la teoría de la torsión mecánica, la teoría de membranas, la capacidad portante de los terrenos y sus aplicaciones al diseño de cimentaciones, además de sus aportaciones a la teoría de la plasticidad.

## Eponimia
- El cráter lunar Prandtl lleva este nombre en su memoria.[2]